# 橋本菜津美
橋本 菜津美（はしもと なつみ、1993年8月9日 - ）は、日本のシンガーソングライター、ボーカリスト、ラジオパーソナリティ、俳優。声優

## 来歴
兵庫県川西市出身。京都精華大学文学部日本文学科卒業。
幼少期から運動部に所属し、高校時代は陸上部主将を務める。大学在学中に葵と出会い、2012年に半熟BLOODを結成。北神急行電鉄PRソング「恋のトンネル」(2016年)、「トンネルの向こうで待ってる。」(2017年)を担当したことをきっかけに“鉄道系音楽グループ”として人気を集める。
2019年10月にマネジメント会社として株式会社First Bridgeを設立。
2020年、兄でお笑い芸人の橋本大祐とコントユニット橋本兄妹を結成。“バイトあるある”などのネタが反響を呼び、TikTok、YouTubeなどのSNSでブレイクする。
2023年、中将タカノリとのデュエット曲「夜間飛行～星に抱かれて～」でメジャーデビュー。

## 人物
- 作詞、作曲を手がける際のペンネームは、菜つ美。
- マネジメント会社で飲食店「Cafe & Live space 露依楼囲-Roy Roy-」を運営する株式会社 First Bridgeの代表取締役社長を務めている。

## ディスコグラフィー

### シングル
中将タカノリ・橋本菜津美
- 『夜間飛行～星に抱かれて～』 （LAZY ART、キングレコード、2023年5月10日） -  空飛ぶタクシー事業イメージソング

## 出演

### テレビ
- 『めざましテレビ』（日本テレビ） （2020年8月7日）
- 『紅しょうがのBUZZりもん紹介し～や～』（2022年3月31日、BSよしもと）

など

### ラジオ
- 『中将タカノリ・橋本菜津美の昭和卍パラダイス』 (2022年1月～、ラジオ関西)
- 『Feel The Moving』内コーナー『橋本兄妹アイランド 』 (2022年4月～、エフエムみやこ、さくらFM)
- 『Music Effect』 (2023年4月～、ラヂオきしわ)

### 映画
- 『4390 -Case of Island 385-』（2023年、主演、橋ノ本夏実役）

### 声優
- 『女神OF THE ドロップス』（2023年10月～11月、TOKYO MX2『きらめき放送局』番組内）